# Kaapse duinmolrat
De Kaapse duinmolrat (Bathyergus suillus) is een zoogdier uit de familie van de molratten. Dit dier leeft in gangen onder het oppervlak, op een dieet van bollen, knollen en wortelstokken, en van kruidachtige en grasachtige planten die vanuit de gangen aan de wortels naar beneden getrokken worden. De soort komt alleen voor in zandige bodems in de kustgebieden van de Kaapprovincies van Zuid-Afrika. Volwassen exemplaren wegen 775–2000 g. De dieren hebben kleine ogen, een varkensneusje, 4 grote, gebogen snijtanden die door de lippen heen zijn gegroeid en een korte, borstelige staart. Ze missen een uitwendige oorschelp. De vacht is op de rug kaneelbruin, bleker op de flanken en sommige exemplaren hebben een witte vlek op de kop.

## Beschrijving
De Kaapse duinmolrat heeft een dichte en wollige vacht. Op de rug is deze kaneelbruin, soms met een donkerdere middenband, de flanken zijn bleker en de buik is leigrijs. Individuele haren zijn zwart of grijs aan de basis en worden kaneelkleurig aan de punt. Er steken langere, lichtgekleurde tastharen overal door de vacht heen. De kleur van de kop is vergelijkbaar met die van de rug, met uitzondering van bleekgele tot roomkleurige vaag afgegrensde vlekken op de snuit, onder de kin en rond de ogen en oren. Sommige exemplaren hebben een scherp afgegrensde  witte vlek op de achterkant van het hoofd. De ogen zijn klein en zwart. De vorm van de romp is cilindrisch. De korte, stevige ledematen hebben relatief grote voeten met leerachtige zolen. De voorpoten zijn kort met sterk gebogen graafklauwen, vooral die van de middelste drie vingers, en er is een klauwloos, vingerachtig uitsteeksel boven de duim. De kop is groot, breed en stomp met een hoefijzervormige neus. De snijtanden zijn lang, gebogen en door de onder- en bovenlip heen gegroeid. Elke bovenste snijtand heeft een diepe verticale groef op het voorste oppervlak. De openingen van de gehoorgang zijn iets verhoogd, maar uitwendige oorschelpen ontbreken. De staart is kort en breed (ongeveer 18% van de totale lengte) en wordt omzoomd door stijve, bleke haren. Korte, stijve haren begrenzen ook de mond en de buitenranden van de voeten. De borstelharen in het gezicht zijn met 1–2 cm langer dan die aan de staart.
Gemiddeld weegt het mannetje ongeveer 950 g, is de lengte van de kop en de romp samen ongeveer 31,5 cm en van de staart ruim 3,5 cm. Het vrouwtje is ongeveer 20% lichter en 1 cm korter. De schedel van B. suillus is stevig gebouwd en dorsoventraal afgeplat. Volwassen exemplaren hebben een kenmerkende richel van been die in de lengte over de middellijn van de bovenkant van de schedel loopt. De gehoorgang steekt nauwelijks uit en de jukbeenbogen zijn sterk naar buiten gebogen. De tandformule van B. suillus is 1.0.1.31.0.1.3 × 2 = 20, dat wil zeggen twee snijtanden, geen hoektanden, twee valse kiezen en zes ware kiezen, zowel in de boven- als in de onderkaak. Het gehemelte strekt zich naar achteren uit voorbij de achterste kiezen. De testikels zitten in de buikholte. B. suillus heeft vier tepels op de buik en twee in de liezen.

### Aanpassingen aan de leefwijze
De Kaapse duinmolrat graaft tunnels met de klauwen aan zijn voorpoten en in mindere mate met zijn grote snijtanden. Wanneer de kaken volledig open zijn tijdens het graven, sluiten 2 huidflappen achter de snijtanden de mondholte af. Ook de stijve borstelharen rond de mond helpen het zand buiten te houden. De soort is warmbloedig en heeft een stabiele maar lage lichaamstemperatuur (35,3 °C) bij een omgevingstemperatuur van 12–30 °C. Het basaal metabolisme is laag in vergelijking met andere knaagdieren van vergelijkbare grootte, maar vergelijkbaar met dat van andere molratten (0,48 ml O2/g per uur bij 25–31 °C). Hij is slecht in staat warmte vast te houden en is dus gevoelig voor onderkoeling. Hij drinkt niet maar krijgt voornamelijk water binnen uit de bollen, knollen en wortelstokken (watergehalte van 70-80%) en de bovengrondse vegetatie die hij eet. De Kaapse duinmolrat heeft een ruime dikke darm en blindedarm die een grote hoeveelheid micro-organismen bevat die cellulose verteren. Net als konijnen, eet de Kaapse duinmolrat na de eerste darmpassage de eigen uitwerpselen om daaruit de afbraakproducten die de micro-organismen gevormd hebben op te nemen. Aminozuren worden direct via de darmwand opgenomen.

### Verschillen met de Namaqualand duinmolrat
Volwassen Kaapse duinmolratten zijn duidelijk groter en zwaarder (775-950 g) dan de Namaqualand duinmolrat (B. janetta) die ongeveer 750 g weegt. Ook heeft B. suillus een kaneelbruine vacht in plaats van grijszwart en is de schedel robuuster met een stevigere beenkam dan bij B. janetta.

## Taxonomie en naamgeving
De Duitse medicus en natuurvorser Johann Christian von Schreber was de eerste die de Kaapse duinmolrat beschreef in 1782 en hij gaf deze de wetenschappelijke naam Mus suillus, maar deze naam was kennelijk onbekend bij latere collega's. In 1788 werd de soort opnieuw beschreven, zowel door de eveneens Duitse Johann Friedrich Gmelin, die hem Mus maritimus noemde, als door de Zweedse natuuronderzoeker en Kaapreiziger Carl Peter Thunberg, die deze de naam Marmota africana meegaf. De Schot Andrew Smith deelde de soort, zoals die beschreven was door Gmelin, in bij het geslacht Georychus, en maakte daarmee de nieuwe combinatie G. maritimus. In 1829 verplaatste de Franse natuuronderzoeker Georges Cuvier de soort opnieuw en maakte de nieuwe combinatie Orycterus maritimus. In 1832 deelde Johanne Smuts de soort in bij het geslacht Bathyergus, maar wel opnieuw met de soortnaam maritimus. Het duurde tot 1926, toen Austin Roberts zich realiseerde dat de naam van Von Schreber de eerste was en dat de correcte combinatie derhalve Bathyergus suillus is.
De geslachtsnaam Bathyergus is afgeleid van het Grieks en betekent diepe graver. De soortnaam suillus komt van het Latijnse woord sus (varken) en verwijst naar de varkensachtige neus.

## Ecologie
De Kaapse duinmolrat komt voor in gebieden met gematigde temperaturen en een gemiddelde jaarlijkse neerslag van 500–800 mm, in zand- of zandleembodems langs de kust en op oevers van rivieren dicht bij de kust. Hij komt het meest voor in de zogenoemde sandveldvegetatie, waar grassen, kruiden en de zegge-achtige Restionaceae in overvloed aanwezig zijn. De populatiedichtheid loopt uiteen van gemiddeld 3 individuen per ha in het fynbos aan de kust tot meer dan 300 in gecultiveerde graslanden en tarwevelden. Bij grote dichtheden kan het gehele grondoppervlak bedekt worden met hopen uitgegraven aarde.
Individuele volwassenen bevolken het grootste deel van het jaar hetzelfde gangenstelsel. De totale tunnellengte in een gangenstelsel is 50–420 m. De stelsels zijn doorgaans minder vertakt dan die van andere molratten. Het gangenstelsel is volledig afgesloten van het oppervlak en de lucht is daardoor zuurstofarm (20,4%), kooldioxiderijk (1,2-12%) en vochtig (95-100%), maar de temperatuurschommelingen zijn gedempt (12 °C in de winter en 26 °C in de zomer) ten opzichte van de oppervlakte (15-36 °C in de zomer en 5-12 °C in de winter). Het gangenstelsel bestaat voornamelijk uit foerageertunnels met een diameter van 15–22 cm, op een diepte van 35–65 cm. Nestkamers zijn vaak dieper dan de foerageertunnels. De nesten worden bekleed met gras en twijgen. Ze geven toegang tot vluchtputten van meer dan 2 m diep waarin B. suillus zich terugtrekt als hij gealarmeerd is en dan blokkeert deze het hol met aarde. Toiletkamers en voorraadkamers bevinden zich ook dicht bij het nest.
Graven doet de Kaapse duinmolrat met de voorpoten en snijtanden. Het dier duwt de uitgegraven grond met de voorpoten onder zijn romp door naar zijn achterpoten, die deze vervolgens verder naar achteren schoppen. Zodra de grond zich ophoopt, keert het dier om en duwt de grond voor zich uit door tunnels naar het oppervlak, waar er karakteristieke koepelvormige hopen worden gevormd. Uitbreiding van het gangenstelsel vindt voornamelijk plaats na regen, als de grond zacht is en graven minder energie kost. Een molrat kan ongeveer 0,5 ton grond per maand naar het oppervlak duwen.
60% van het voedsel van de Kaapse duinmolrat bestaat uit kruiden, grassen en Restionaceae die van onder, aan de wortel, het hol in worden getrokken. De planten worden vastgehouden door de snijtanden en schoongeveegd met de voorpoten, om daar vervolgens snel kleine stukjes met de snijtanden van af te bijten, te kauwen en door te slikken. Bollen, knollen en wortelstokken worden soms eerst geschild. B. suillus eet verder bollen, knollen en wortelstokken van Hyacinthaceae (Albuca, Lachenalia en Ornithogalum), Iridaceae (Homeria, Micranthus en Romulea) en Oxalis, waarvan een aantal glycosiden bevat die giftig zijn voor vee, maar niet voor B. suillus.
De Kaapse duinmolrat loopt het risico ten prooi te vallen aan roofdieren wanneer hij aan het oppervlak is, en dat is meestal wanneer grond het gangenstelsel uit wordt gewerkt. Molslangen (Pseudaspis cana) duwen hun kop in verse hopen en wachten tot de Kaapse duinmolrat de volgende lading aarde brengt. Dan grijpt de slang het dier van achteren en doodt deze door verwurging. De Kaapse cobra (Naja nivea) gaat open tunnels binnen. Dieren die zich boven de grond bevinden, zijn bijzonder kwetsbaar voor kleine rovers zoals de zadeljakhals (Lupulella mesomelas), de caracal (Caracal caracal), de Afrikaanse wilde kat (Felis silvestris) en gedomesticeerde honden. Het gangenstelsel van Kaapse duinmolratten in laaggelegen gebieden wordt soms overstroomd, zodat ze naar het oppervlak moeten vluchten, maar daar worden ze soms zwaar belaagd en zijn ze kwetsbaar voor de kou. De soort is het hele jaar door met tussenpozen actief. Er kan dag en nacht gegraven worden, maar de piek ligt in de middag.
De gangenstelsels van de Kaapse duinmolrat kunnen overlappen met die van de Kaapse blesmolrat (Georychus capensis) en de hottentotmolrat (Cryptomys hottentotus) maar liggen op grotere diepte.

### Voortplanting
De voortplanting vindt plaats tijdens de natte winter en lente (april-november). De draagtijd is ongeveer 2 maanden. Er is meestal een nest met een tot zes jongen per seizoen (gemiddeld 3,3 jongen). De jongen wegen als ze geboren worden 27-52 g en openen hun ogen na een week. Vanaf de twaalfde dag beginnen de jongen met elkaar te stoeien en dat loopt later op flinke vechtpartijen uit. Ze beginnen ook vast voedsel te eten na ongeveer twee weken. Na ongeveer een maand stopt de melkgift. De jongeren verlaten het gangenstelsel van de moeder na ongeveer twee maanden als ze zo'n 300 g wegen. Ze verspreiden zich dan boven of onder de grond. Tot die tijd hoeven de jongen weinig energie te besteden aan het vinden van voedsel omdat hun moeder dat verzameld en ze groeien daardoor hard. Op een leeftijd van 1 jaar begint het verschil in gewicht tussen mannetjes en vrouwtjes zich af te tekenen. B. suillus groeit enkele jaren door en ze kunnen meer 6 jaar oud worden. Er zijn ongeveer evenveel mannetjes als vrouwtjes.

## Verspreiding
De Kaapse duinmolrat is een endemische soort van Zuid-Afrika. Hij komt grofweg voor in een L-vormig gebied tussen Vanrhynsdorp in het noordwesten, het Kaapschiereiland in het zuidwesten, en van daar tot Port Elizabeth in het oosten. Hier kan deze soort vooral gevonden worden in matig droge gebieden met zandige bodems. Er zijn vier subpopulaties. Rondom de Groenrivier is een geïsoleerd leefgebied, waar de soort samen voorkomt met de Namaqualand duinmolrat (B. janetta). Ten zuiden van Lambertsbaai en Klawer in een strook tot omstreeks 80 km uit de kust tot aan het Kaapse Schiereiland komt een tweede subpopulatie voor. Die is gescheiden van de subpopulaties aan de zuidkust door de bergen van Hottentots-Holland. De subpopulaties aan de zuidkust zijn onderling gescheiden door de Breederivier.

## Interactie met de mens
De Kaapse duinmolrat wordt door IUCN gezien als een niet-bedreigde soort. Hij wordt door sommigen zelfs als plaagdier beschouwd. Maaidorsers kunnen beschadigen als ze over de grote zandhopen rijden in korenvelden. De gangen van de Kaapse duinmolrat ondermijnen wegen en beschadigen damwanden, en de dieren kauwen ondergrondse communicatiekabels en irrigatieleidingen door. B. suillus werd op grote schaal gevangen en opgegeten door de oorspronkelijke bewoners.

### Geschiedenis
De hoge populatiedichtheid van de Kaapse duinmolrat werd al in 1660 door Europeanen opgemerkt. Jan van Riebeeck schrijft in zijn dagboek over de omgeving van de Bergrivier dat hij "Gelove dat dit quartier het coninckrijck van de mollen is, want het soo doorgraven is dat men genootsaeckt is de renoster (neushoorn) paden te volgen, vallende anders overal tot over de knien door het sandt."